# 克萊姆吉亞河
46°47′23″N 10°17′39″E / 46.78972°N 10.29412°E

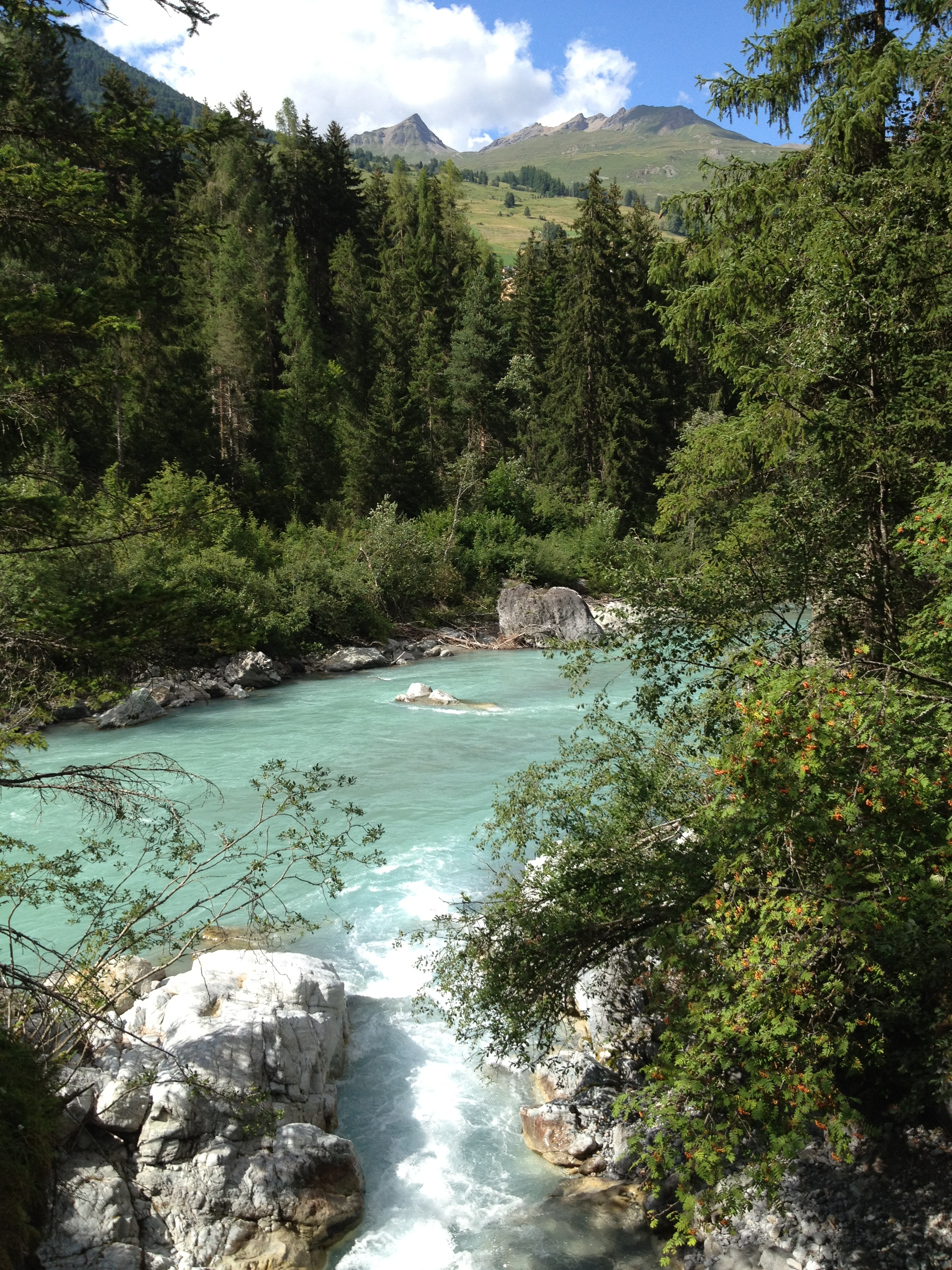

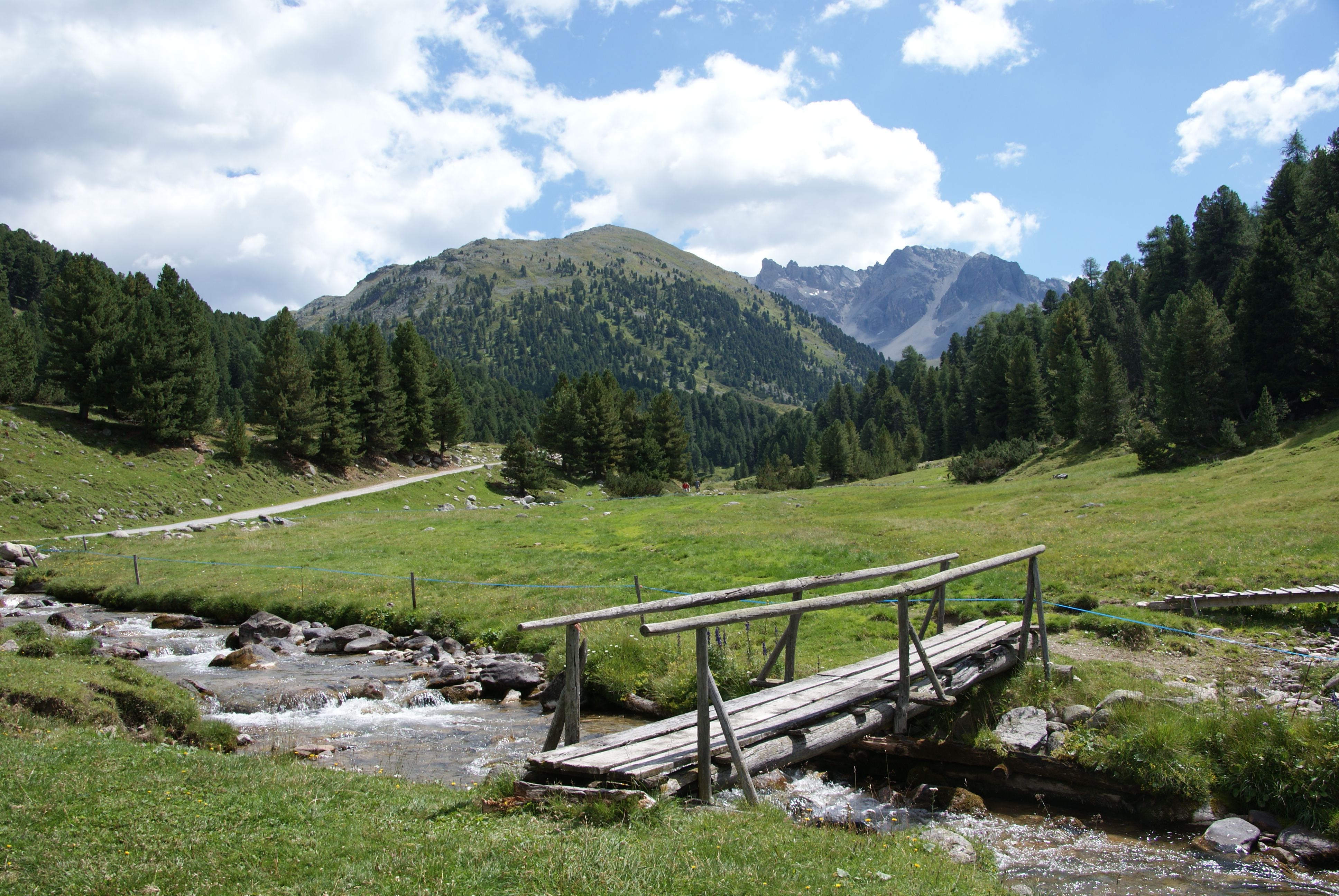

克萊姆吉亞河是瑞士的河流，位於該國東南部，流經格勞賓登州，屬於因河的支流，河道全長23公里，流域面積111平方公里，河口處在施庫奧爾。